# سليمان شاه (شخصية خيالية)
سليمان شاه (بالتركية: Süleyman Şah)‏ هو أحد الشخصيات الرئيسية في الموسم الأول من المسلسل التلفزيوني التركي قيامة أرطغرل ، الذي قام بدوره الممثل سردار غوكهان . ظهر لاحقًا كشخصية ضيف في المواسم اللاحقة. 

## خلفية
نشأ سليمان شاه على يد والده كايا ألب، مع إخوته بالتبني السيد كوردوغلو والسيد ألب تكين. ورث قبيلة كايي بعد وفاة والده، وخاض العديد من الحروب إلى جانب السيد كوردوغلو، وأصبح معه إخوة بالدم . كما تزوج وأنجب ابنه الأول غوندوغدو، قبل أن يقتل المغول زوجته الأولى وولديه. وقع سليمان شاه في النهاية في حب هايماه خاتون، أخت السيد كوركوت، من قبيلة دودورجا ، وتزوجها. كما أُجبر على قتل شقيقه بالتبني ألب تكين، بعد أن بدأ تمردًا وحاول الاستيلاء على قبيلة كايي، بينما تبنى بنات ألب تكين سالجان خاتون وغوكجة خاتون، كما قام بتربية ابنه أرطغرل مع المحاربين وتورغوت وبامسي ودوغان. كما تم القبض على ابنه السيد سنغورتكين في كمين مغولي في سن مبكرة نسبيًا، ولم يحصل سليمان على فرصة للم شمله مع ابنه قبل وفاته.

## قصة

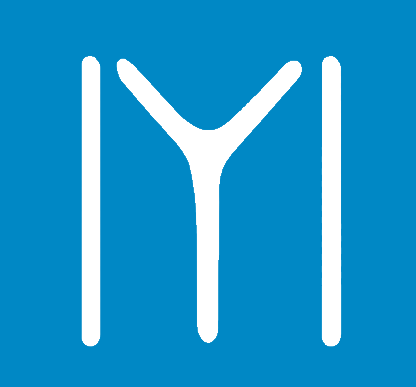
علم قبيلة كايي

### الموسم الأول
تم تصوير سليمان شاه على أنه سيد قبيلة كايي الذي خدم لفترة طويلة، ويكافح من أجل مكافحة معانة القبيلة ويتعامل مع طموح أخيه بالدم السيد كوردوغلو (بالتركية: Gündoğdu Bey)‏ وابنه غوندوغدو. وبسبب هذه القضايا، يرسل ابنه السيد أرطغرل ليطلب أرضًا من أمير حلب . يصبح هذا مستحيلًا تقريبًا عندما يتم وضع قبيلة كايي في سلسلة من المشاكل مع فرسان الهيكل بعد أن أنقذ أرطغرل شهزاد نعمان (بالتركية: Şehzade Numan)‏ وحليمة خاتون (بالتركية: Halime Sultan)‏ وشهزاد يغيت (بالتركية: Şehzade Yiğit)‏ ، مع اضطهاد قبيلة سليمان شاه وسجن السيد أرطغرل من قبل الأمير المتلاعب به، على الرغم من أن السيد أرطغرل أظهر لاحقًا له الحقيقة. تنشأ مشكلة أيضًا مع السيد كوردوغلو، بعد أن يسعى للحصول على السيادة من شقيقه بالدم بمساعدة فرسان الهيكل وزوجة ابن سليمان، سالجان خاتون، التي تريد الانتقام من سليمان شاه لأنه قتل والدها الخائن السيد ألب تكين. يشعر السيد غوندوغدو، زوج سالجان خاتون، بالغيرة أيضًا من شقيقه أرطغرل لأنه يحظى بالاحترام باعتباره بطل القبيلة لكنه يهدأ تدريجيًا ويساعد والده سليمان شاه على هزيمة حيل السيد كوردوغلو ويؤمن السيادة لوالده. بعد أن أطاح السيد كوردوغلو بسليمان لفترة وجيزة وحاول قتله، تم القبض عليه وقطع رأسه على يد السيد أرطغرل، الذي نجح لاحقًا في هزيمة فرسان الهيكل والاستيلاء على قلعتهم بناءً على أوامر والده، وتابت سالجان خاتون. ويتبع ذلك وفاة سليمان شاه وهجرة القبيلة إلى أرضروم كجزء من وصية سليمان شاه قبل وفاته، بينما يرشح سليمان شاه ابنه السيد أرطغرل ليكون سيد قبيلة (بالتركية: Alpbaşı)‏ في وصيته.

### الموسم الثاني-الخامس والمؤسسعثمان
سليمان شاه له تأثير معتدل على حبكة الموسم الثاني رغم وفاته. يتخطى ترشيح السيد توتكين ، ابن السيد كوركوت ، لمنصب رئيس المحاربين إرادته في أن يتولى السيد أرطغرل هذا المنصب، مما يثير غضب السيد أرطغرل. ظهر لاحقًا في أحلام السيد أرطغرل أثناء زيارته إلى بيثينيا ، متنبئًا بعظمة ابن السيد أرطغرل المستقبلي عثمان . يظهر أيضًا في أحلام السيد  أرطغرل عندما يولد حفيده الأول غوندوز بعد وفاته، ويقدم له النصائح بشأن الأبوة، بينما يظهر في أحلام أرملته هايماه خاتون، ويطمئنها أولاً أثناء إصابتها، ثم يطلب منها فيما بعد أن تهاجر مع السيد  أرطغرل إلى الغرب. بعد عودة سونغورتكين إلى القبيلة، يعرب أيضًا عن أسفه لعدم تمكنه من لم شمله مع والده، بينما يعرب ديلي دمير وهايماه خاتون أيضًا عن أسفهما لعدم وجودهما تحت حكمه. في النهاية، قام السيد أرطغرل بتسمية أبنائه " غوندوز " و" سافجي " و"عثمان" وفقًا لوصية سليمان شاه، بينما قام السيد غوندوغدو وسالجان خاتون بتسمية ابنهما " سليمان  " تخليداً لذكراه. في الموسم الخامس، يظهر سليمان شاه في أحلام حفيده عثمان، ويقدم له النصائح في سرادق أرطغرل. في السلسلة التكميلية المؤسس عثمان ، يظهر أن السيد دوندار ابن سليمان يقيم في سرادق والده، بينما يظهر سليمان شاه مرة أخرى في أحلام عثمان، ويطلب منه "الاستيقاظ" على محيطه. في النهاية، ورث أبناء سليمان،السيد أرطغرل والسيد دوندار، مرض الغليان الذي مات بسببه، بينما مات أرطغرل أيضًا بسبب هذا المرض.

## المواقف
شغل سليمان شاه منصب سيد قبيلة قايي لفترة طويلة بعد وفاة والده كايا ألب.

## استقبال
تم استقبال مسلسل قيامة أرطغرل بشكل جيد في باكستان. وأعرب الممثل سردار غوكهان، على تويتر (إكس حاليا)، عن حبه وامتنانه للشعب الباكستاني ورغبته في زيارة باكستان.  بعد أحد تعليقاته على المؤسس عثمان والممثل الرئيسي بوراك أوزجيفيت ، وكان عليه أن يقول في فيديو آخر ما كان يعنيه حقًا. 

## أنظر أيضا
- قائمة شخصيات قيامة أرطغرل
- قائمة شخصيات المؤسس عثمان

## ملحوظات
1. ↑  والدة غوندوغدو
2. ↑  استشهدا على يد المغول.